# リベラルエリート
リベラルエリート（英: Liberal elite） とは、政治的に自由主義的で、教育によって豊かさ、富、権力への扉が開かれてきた人々を指し、専門職・管理職階級を形成する人々のことである。大都市エリートや進歩的エリートとも呼ばれる。この言葉は一般的に侮蔑的に用いられ、労働者階級の権利を支持すると主張する人々自身が支配階級の一員であり、したがって彼らが支持し保護すると言う人々の真のニーズから乖離しているという含意がある

## 用法

### カナダ
カナダのニュース機関CBCは、ダグ・フォード（オンタリオ州首相）の支持者のイベントを報じた。ある支持者はエリートを「自分より優れていると思っている人々」と表現した。ダグ・フォードもエリートを「平均的な一般の人々を見下し、自分たちの方が賢く、私たちの生活をどう送るべきかよく知っていると思っている人々」と表現した。ニューファンドランド・ラブラドール州のメモリアル大学のアレックス・マーランドは、ResearchGateに掲載された「国際的文脈におけるカナダ首相ジャスティン・トルドーのブランドイメージ」と題する記事で、ジャスティン・トルドーの「大都市のリベラルエリート」との人気について言及した

### 中国
白左という用語は、欧米の白人に一般的に関連付けられる社会自由主義的な考えを指す。この用語は、彼らを非現実的で現実離れしており、美徳シグナリングを好むものとして描写する。台湾でも広く使用されており、この用語は特に、教育レベルが高く、リベラルな見方を持ち、現実世界に対する非現実的な期待を抱き、少数派が傷つかなくても少数派のために立ち上がることに執着する西洋の白人を指す。

#### 香港
「左膠」（中国語: 左膠; 粤語拼音: zo2 gaau1）という用語は、香港で同様の効果を持つものとして広く使用されており、文字通り「左翼バカ」を意味する。この用語は2010年代に香港の政治的言説に登場し始め、最初は伝統的なメディアで使用され、すぐにオンラインコミュニケーションに広がった。この用語は、道徳的優越感を満たすためだけに非現実的な方法で平和、平等、非暴力を提唱する人々を指す。彼らの考えは高邁すぎ、時として非現実的な夢を追求するあまり、現実世界の不完全さを無視することがある。

### インド
インドでは、「リベラルエリート」という用語が、英語を話し、左翼寄りのエスタブリッシュメントを指すために使用される。彼らはジャワハルラール・ネルーの社会主義とマルクス主義に沿った考えを持ち、1947年の独立以来、インドの主流知識人層と支配的政治階級の多くを形成してきた。インドの「古参政党」としてしばしば言及されるインド国民会議は左派リベラル政党であり、インドの独立後の歴史の大部分を支配してきた。

### マレーシア
マレーシアでは、「バンサーバブル」という用語が、豊かなマレーの若者、通常は高学歴で高収入のグループ（主にT20とM40の派閥）を指すために使用され、特にクランバレーのバンサー地域で顕著である。この用語は当初、階級分析が欠如しているリベラルを批判するために左派によって使用されていたが、やがて西洋左派の進歩的思考を受け入れたマレー人を指すためにも流用されるようになった。このグループは通常、LGBTの権利（国内でのタブーなトピック）、人権、世俗主義、人種問題などの西洋的進歩的問題を支持することと関連付けられる。ソーシャルメディアに関しては、保守派が支配するFacebookではなく、Twitterを使用することが多い。このグループは通常、パカタン・ハラパン連合またはマレーシア統一民主同盟を支持する。

### 韓国
「江南左派」（ハングル: 강남 좌파; ハンチャ: 江南左派）は、大韓民国の政治と社会において左派リベラルの傾向を持つ高学歴で高収入の階級を指す。彼らは主に86世代の上流階級メンバーで構成されている。韓国では、この用語は「リムジン・リベラル」（ハングル: 리무진 리버럴）と同じ意味で使用される。彼らは時々、ソウル特別市の裕福な江南地域にちなんで「江南リベラル」と呼ばれ、労働運動を中心とした韓国の伝統的な社会主義および社会民主主義派閥とは区別される。
「江南左派」は韓国の政治用語だが、韓国以外の国のリベラル政治家を指すためにも頻繁に使用される。例えば、エマニュエル・マクロンとジョー・バイデンは韓国のメディアで江南左派と呼ばれたことがある。

### フィリピン
タガログ語の用語「dilawan」は、イデオロギーや運動としての自由主義の色を指して「黄色い者たち」を意味する（「赤」を意味する「pulahan」と比較）。この言葉は、1986年のエドゥサ革命（EDSA I）以来流行している「信用を失った取引的改革政治の一種」を表現するために使用される。黄色革命としても知られるEDSA Iは、批判者から「全人民の革命ではなく、単なるエリートの革命」、そして「農業国フィリピンにおける苦しむ大衆や農民の存在を無視した」革命として軽蔑されている。この用語の使用は1980年代に始まり、自由党の忠実な支持者や政治的に連携したグループや個人に対する蔑称として用いられた。しばしば英語を話す上品なエリートと関連付けられる。この言葉は、2016年フィリピン大統領選挙の際に、ロドリゴ・ドゥテルテの強硬な支持者の間で再び注目を集めた。国の英語による政治経済の議論では、「リベラルエリート」という用語が用いられる。
ドゥテルテの当選より10年以上前の2001年1月、批評家から非代表的でエリート主義的だと非難されたEDSA II抗議運動が起こった。これは当時の大統領ジョセフ・エストラーダの圧力下での辞任と、後継者としてのグロリア・アロヨの就任をもたらした。海外で教育を受け、複数の植民地言語に堪能なアロヨは、リベラルエリート層から高く評価された一方で、エストラーダは大学中退者で英語力に乏しかった。アロヨに対する大衆的な抗議は3か月後に起こり、EDSA IIIとして知られるようになった。
ドゥテルテは英語に堪能であるにもかかわらず、同様にリベラルエリートの反感を買っている。リベラルエリートは、彼の娘サラ・ドゥテルテさえも嘆くような疑わしい言動だけでなく、頻繁な下品な言葉遣いにも繰り返し注目する。この下品な言葉遣いへの嫌悪は、社会経済的に恵まれた環境で育ち、一般社会と接点がないことを示すものだと批判されている。このような態度は、リベラルエリートが批判者を道徳的または知的に劣っているかのように描くことで「悪魔化」しようとする欲求だと説明されている。また、批判的思考ができないとも見なされている。
エストラーダはその後、ドゥテルテの支持者として名乗り出た。彼は、ドゥテルテが自身と同様に、以前「金持ちで香水をつけた人々」と呼んだ人々によって追放されるかもしれないという懸念を表明した。他の人々も、エストラーダの描写を繰り返している。これは、エストラーダ自身が別の分野ではあるが、より広いフィリピンのエリートに属しているにもかかわらずである。同様に、リベラルエリートの道徳主義と偽りの品位として描写されたものを非難している。最終的に、ドゥテルテの権力掌握は、リベラルな秩序の失敗と、その国内擁護者たちの軽薄さに対する「国民の評決」と見なされるようになった。

### イギリス
リベラルエリートは、イギリスの政治の言説において様々な用語で言及される。「ハムステッド社会主義者」と「ハムステッド・リベラル」という言葉が使用され、ハムステッドを含む北ロンドン地域を指している。
「ハムステッド社会主義者」という用語は、イギリス国民党の元党首ニック・グリフィンによって頻繁に使用された。また、内務大臣のプリティ・パテルは「北ロンドンの都会的リベラルエリート」という表現を使用した。この地域にはユダヤ人人口が多いため、「北ロンドン」のエリートへの言及は、ユダヤ人労働運動などから、暗号化された反ユダヤ主義の一形態だと非難されている。
「イズリントン・セット」という別の用語が普及している。エミリー・ソーンベリー、イズリントン・サウス・アンド・フィンズベリー選挙区選出の労働党議員は、2014年11月20日に影の内閣のメンバーを辞任した。これはロチェスター・アンド・ストルード補欠選挙の期間中で、彼女がイングランド国旗を掲げた家と、その前に駐車された白バンの写真をツイートし、「ロチェスターの光景」というキャプションを付けたことが、多くの人々によって軽蔑的な当てこすりと考えられたためである。当時ロッチデール選挙区の労働党議員だったサイモン・ダンチャクは、ソーンベリーのツイートが労働党は「北ロンドンのリベラルエリートに乗っ取られた」という認識をさらに強めたとコメントした

### アメリカ合衆国
アメリカ合衆国では、リベラルエリートの典型的なライフスタイルがしばしば大衆文化で言及される。コラムニストのデイブ・バリーは、これらのステレオタイプに注目を集めた際、次のようにコメントした。「我々は本当に、すべての赤い州の住民が無知な人種差別主義者のファシストで、ナックルドラッギングなNASCAR狂いの近親相姦をする、ロードキル料理を食べてタバコの汁を垂らす、銃を愛する宗教狂信的なレッドネックだと信じているのか。あるいは、すべての青い州の住民が無神論者で非愛国的で鼻にピアスをした、ボルボを運転する、フランス好きの左翼共産主義者の、ラテを吸って豆腐を噛む、全体論的なおかしな神経質なビーガンの変態だと信じているのか」
2004年の右翼組織クラブ・フォー・グロースによる政治広告は、民主党の大統領候補ハワード・ディーンをリベラルエリートの一員として攻撃した。「ハワード・ディーンは、増税し、政府を拡大し、ラテを飲み、寿司を食べ、ボルボを運転し、ニューヨーク・タイムズを読み、ボディピアスをし、ハリウッドを愛する左翼のフリークショーをバーモント州に連れ戻すべきだ。そこが彼らの居場所だ」
知的追求とキャリアをエリート主義と同一視するアメリカ人は、多くの場合、アメリカの知識人を指摘する。彼らのほとんどはアッパークラスではなく、専門職・管理職ミドルクラスに属している。2005年現在年時点で、約72%の教授が自身をリベラルと認識している。アイビーリーグ大学では、さらに多い87%の教授が自身をリベラルと認識している。大学院卒の学位を持つ人々は、ますます民主党支持になっている